# Dorel Stoica
Dorel Stoica est un footballeur roumain né le 15 décembre 1978. Entre 2005 et 2009, puis lors de la saison 2010/2011, il évolue à l'Universitatea Craiova, en étant le capitaine de cette formation durant cette période.

## Biographie
Joueur de l'équipe nationale de la Roumanie, il débute lors de la victoire 3-0 de la Roumanie face au Luxembourg. Stoica débarque à l'Universitatea Craiova en même temps que le retour de l'équipe en Division 1. Le 5 janvier 2010, son départ à Al-Ettifaq est officialisé par les deux clubs. Il signe un contrat de 6 mois avec un salaire de 30 000 € par mois.
En juin 2010, l'ancien capitaine de l'Universitatea Craiova marque son retour en Roumanie en signant au Steaua Bucarest, suivant son ancien entraîneur, Victor Pițurcă. Pour son premier match avec le Steaua, Dorel marque le deuxième but de l'équipe contre le FC Unirea Alba Iulia.
Deux mois seulement après avoir signé au Steaua, il est revendu à l'Universitatea Craiova en conséquence de la démission de Victor Pițurcă trois journées seulement après le début du championnat, alors que le nouvel entraîneur, Ilie Dumitrescu, déclare ne plus avoir besoin de ses services.
À la suite de la désaffiliation de l'Universitatea Craiova, Stoica devient un agent libre et rejoint le Dinamo Bucarest pour un contrat de 2 ans, entrant donc dans la courte liste des joueurs ayant joué pour les deux rivales de la capitale, le Steaua et le Dinamo. Lors de l'été 2012, il est laissé libre par le Dinamo par un accord mutuel.
En 2013, il s'engage au CS Turnu Severin, club de deuxième division roumaine qu'il quitta à la fin de la saison.
Durant le mercato estival de la même année, il s'engagea avec son ancien club, l'Universitatea Craiova.

## Buts internationaux
| Buts internationaux de Dorel Stoica | Buts internationaux de Dorel Stoica | Buts internationaux de Dorel Stoica  | Buts internationaux de Dorel Stoica | Buts internationaux de Dorel Stoica | Buts internationaux de Dorel Stoica | Buts internationaux de Dorel Stoica | Buts internationaux de Dorel Stoica |
|                                     | Date                                | Lieu                                 | Adversaire                          | Score                               | Résultat                            | Compétition                         |                                     |
| ----------------------------------- | ----------------------------------- | ------------------------------------ | ----------------------------------- | ----------------------------------- | ----------------------------------- | ----------------------------------- | ----------------------------------- |
| 1.                                  | 28 mars 2009                        | Stadionul Farul, Constanța, Roumanie | Serbie                              | 2-3                                 | 2-3                                 | Éliminatoires Coupe du monde 2010   |                                     |

## Palmarès

### En club
- Universitatea Craiova
  - Liga II : 2006

- Dinamo Bucarest
  - Coupe de Roumanie : 2012